# ISO 3166-2:SL
ISO 3166-2:SL — стандарт Международной организации по стандартизации, который определяет геокоды. Является подмножеством стандарта ISO 3166-2, относящимся к Сьерра-Леоне. Стандарт охватывает 3 провинций и 1 столичную область Сьерра-Леоне. Каждый геокод состоит из двух частей: кода Alpha2 по стандарту ISO 3166-1 для Сьерра-Леоне — SL и дополнительного кода, записанных через дефис. Дополнительный код образован однобуквенным кодом, образованным аббревиатурой названия провинций, столичной области. Геокоды провинций и столичной области являются подмножеством кода домена верхнего уровня — SL, присвоенного Сьерра-Леоне в соответствии со стандартами ISO 3166-1.

## Геокоды Сьерра-Леоне
Геокоды 3 провинций и 1 столичной области административно-территориального деления Сьерра-Леоне.
| Геокод | Административная единица | Статус    |
| ------ | ------------------------ | --------- |
| SL-E   | Восточная                | провинция |
| SL-N   | Северная                 | провинция |
| SL-W   | Западная                 | область   |
| SL-S   | Южная                    | провинция |

## Геокоды пограничных Сьерра-Леоне государств
- Гвинея — ISO 3166-2:GN (на севере, на востоке),
- Либерия — ISO 3166-2:LR (на юго-востоке).